# Taereung International Skating Rink
Taereung International Skating Rink is een ijsbaan in de Zuid-Koreaanse hoofdstad Seoel.

## Onderdeel van het nationale sportcomplex
In 1965 begon de Zuid-Koreaanse sportfederatie aan de bouw van een nationaal trainingscentrum, het Sportcentrum Papendal van Zuid-Korea. In februari 1971 werd de nieuwe openlucht kunstijsbaan geopend. Deze werd 25 jaar later, in maart 1996, gesloten voor de verbouwing tot de overdekte schaatshal die begin 2000 werd geopend. De hal heeft 2700 zitplaatsen en wordt gebruikt voor de trainingen van het nationale schaatsteam.
Het sportcomplex ligt aan de voet van en tussen de graftombe Taereung, van koningin Munjeong (1501-1565), en de tombe Gangneung van haar zoon, koning Myeongjong (1534-1567). De Koninklijke tombes van de Joseondynastie staan sinds 2009 als cultuurerfgoed op de Werelderfgoedlijst van UNESCO. Zuid-Korea wilde de omgeving van de tombes in oorspronkelijke staat brengen, en dus het sportcomplex slopen. De meeste sporters zijn daarom in 2017 verhuisd naar het 80 kilometer verderop gelegen nieuwe Jincheon Training Center, dat nog geen 400 meter schaatsbaan heeft.
Protesten uit de sportwereld hebben een volledige sloop van het oude sportcomplex voorkomen. De langebaanschaatsers en kunstschaatsers blijven trainen in Taereung. En voor een aantal gebouwen is een monumentenstatus aangevraagd.

## Grote wedstrijden
Internationale kampioenschappen
- 1988 - WK junioren
- 2000 - WK sprint
- 2004 - WK afstanden
- 2016 - WK sprint

Wereldbekerwedstrijden
- 1989/1990 - Wereldbeker 4
- 1992/1993 - Wereldbeker 3
- 2000/2001 - Wereldbeker 3
- 2014/2015 - Wereldbeker 2

Nationale kampioenschappen
- 2001 - ZK allround
- 2001 - ZK sprint
- 2002 - ZK allround
- 2002 - ZK afstanden
- 2002 - ZK sprint
- 2003 - ZK afstanden
- 2003 - ZK sprint
- 2003 - ZK allround
- 2004 - ZK allround
- 2004 - ZK sprint
- 2004 - ZK afstanden
- 2005 - ZK sprint
- 2005 - ZK afstanden
- 2005 - ZK allround
- 2006 - ZK allround
- 2006 - ZK afstanden
- 2006 - ZK sprint
- 2007 - ZK allround
- 2007 - ZK afstanden
- 2007 - ZK sprint
- 2008 - ZK afstanden
- 2008 - ZK sprint
- 2008 - ZK allround
- 2009 - ZK allround
- 2009 - ZK afstanden
- 2009 - ZK sprint
- 2010 - ZK afstanden
- 2010 - ZK sprint
- 2010 - ZK allround
- 2011 - ZK afstanden
- 2011 - ZK sprint
- 2011 - ZK allround
- 2011 - ZK massastart
- 2012 - ZK afstanden
- 2012 - ZK sprint
- 2012 - ZK allround
- 2013 - ZK afstanden
- 2013 - ZK sprint
- 2013 - ZK allround
- 2014 - ZK afstanden
- 2014 - ZK sprint
- 2014 - ZK allround
- 2015 - ZK afstanden
- 2015 - ZK sprint
- 2015 - ZK allround
- 2016 - ZK afstanden
- 2016 - ZK sprint
- 2016 - ZK allround
- 2017 - ZK afstanden
- 2017 - ZK sprint
- 2017 - ZK allround

## Baanrecords
| Afstand              | Schaatser                                  | Land | Tijd     | Datum      |
| -------------------- | ------------------------------------------ | ---- | -------- | ---------- |
| 100 m                | Kim Deok-hoi                               | KOR  | 10,57    | 04-01-2011 |
| 500 m                | Pavel Koelizjnikov                         | RUS  | 34,63    | 28-02-2016 |
| 1000 m               | Kjeld Nuis                                 | NED  | 1.09,09  | 28-02-2016 |
| 1500 m               | Kim Min-seok                               | KOR  | 1.46,99  | 29-03-2019 |
| 3000 m               | Lee Seung-hoon                             | KOR  | 3.48,33  | 07-01-2013 |
| 5000 m               | Lee Seung-hoon                             | KOR  | 6.31,04  | 18-10-2017 |
| 10.000 m             | Bob de Jong                                | NED  | 13.17,51 | 22-11-2014 |
| Ploegenachtervolging | Eom Cheon-ho Kim Cheol-min Joon Seok-joong | KOR  | 3.55,04  | 04-01-2019 |
| 2×500 m              | Lee Kyou-hyuk                              | KOR  | 70,250   | 21-10-2009 |
| Sprintvierkamp       | Pavel Koelizjnikov                         | RUS  | 139,245  | 27-02-2016 |
| Minivierkamp         | Kim Min-seok                               | KOR  | 165,031  | 07-02-2012 |
| Kleine vierkamp      | Kim Cheol-min                              | KOR  | 153,182  | 21-01-2013 |
| Grote vierkamp       | Lee Seung-hoon                             | KOR  | 155,354  | 23-12-2013 |

| Afstand              | Schaatsster                              | Land | Tijd    | Datum      |
| -------------------- | ---------------------------------------- | ---- | ------- | ---------- |
| 100 m                | Kwak Hae-ri                              | KOR  | 11,38   | 02-01-2008 |
| 500 m                | Lee Sang-hwa                             | KOR  | 37,74   | 23-10-2013 |
| 1000 m               | Jorien ter Mors                          | NED  | 1.15,09 | 27-02-2016 |
| 1500 m               | Marrit Leenstra                          | NED  | 1.57,76 | 22-11-2014 |
| 3000 m               | Claudia Pechstein                        | GER  | 4.13,46 | 13-03-2004 |
| 5000 m               | Claudia Pechstein                        | GER  | 7.07,77 | 21-11-2014 |
| Ploegenachtervolging | Kim Hyun-yung Nam Yee-weon Woo Jee-hyeon | KOR  | 3.24,64 | 04-02-2010 |
| 2×500 m              | Lee Sang-hwa                             | KOR  | 75,620  | 23-10-2013 |
| Sprintvierkamp       | Brittany Bowe                            | USA  | 151,595 | 27-02-2016 |
| Minivierkamp         | Kim Bo-reum                              | KOR  | 164,553 | 21-01-2013 |
| Kleine vierkamp      | Park Ji-woo                              | KOR  | 169,698 | 30-12-2017 |